# Ravenia spectabilis
Ravenia spectabilis là một loài thực vật có hoa trong họ Cửu lý hương. Loài này được (Lindl.) Engl. miêu tả khoa học đầu tiên năm 1874.

## Hình ảnh

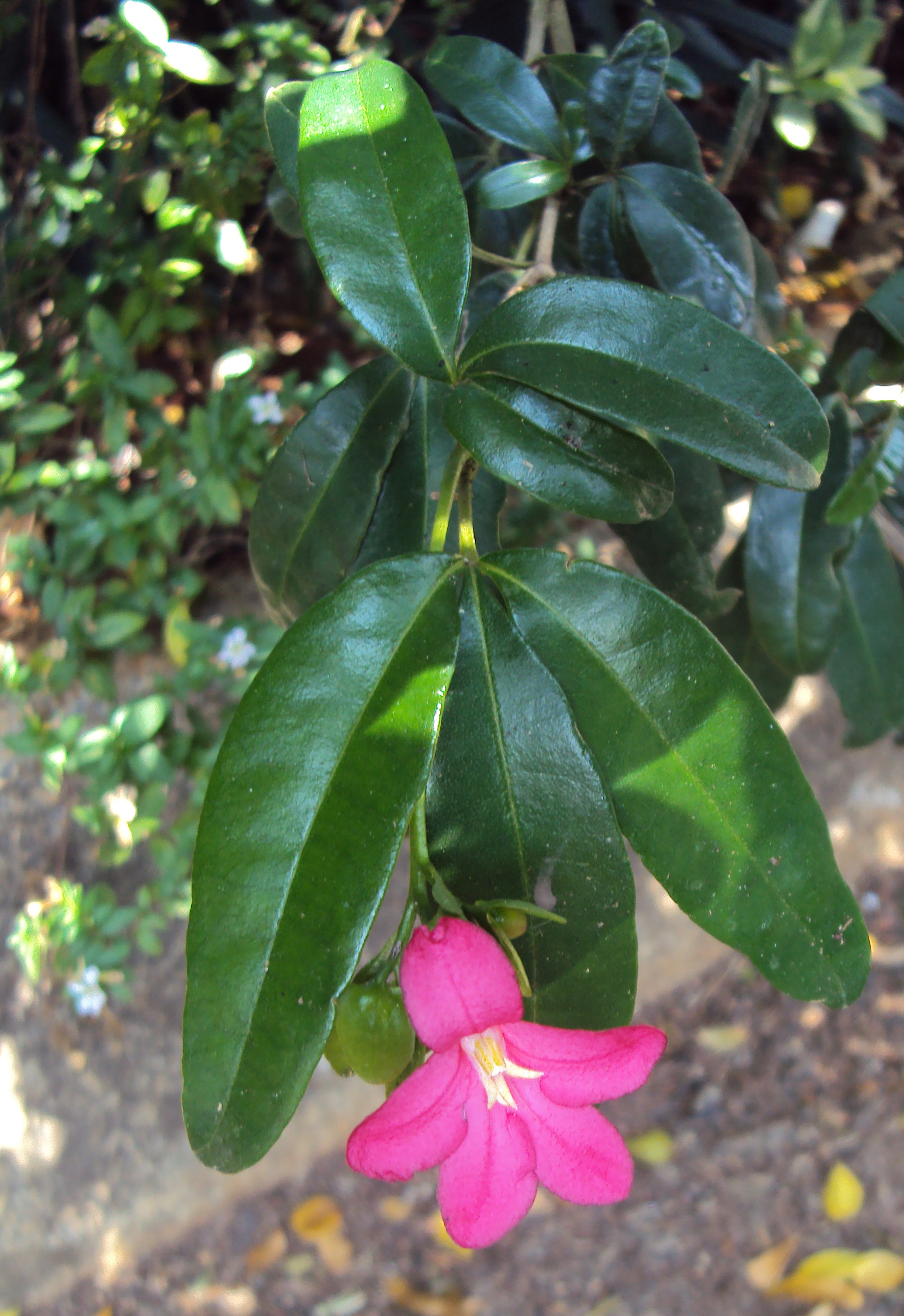
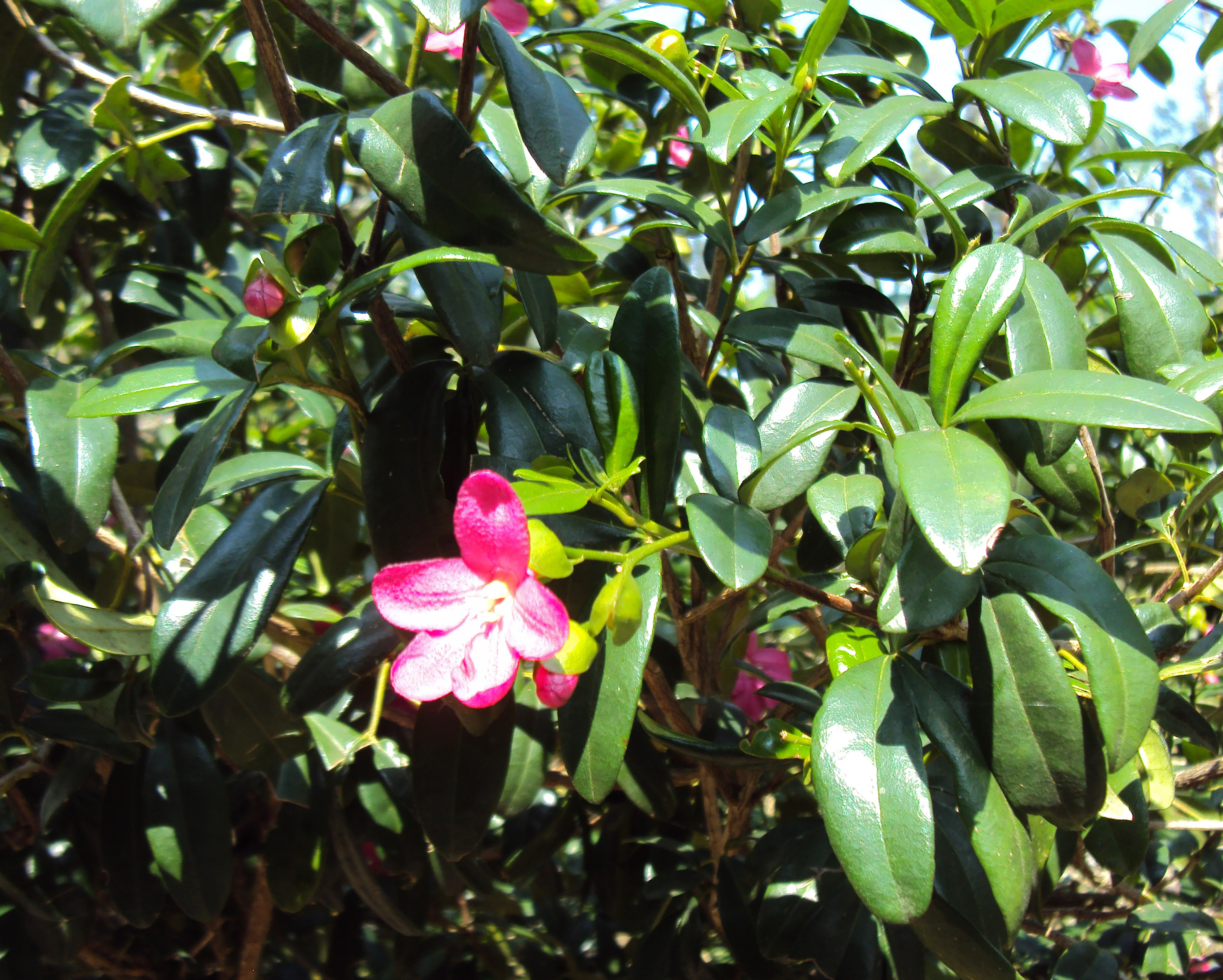
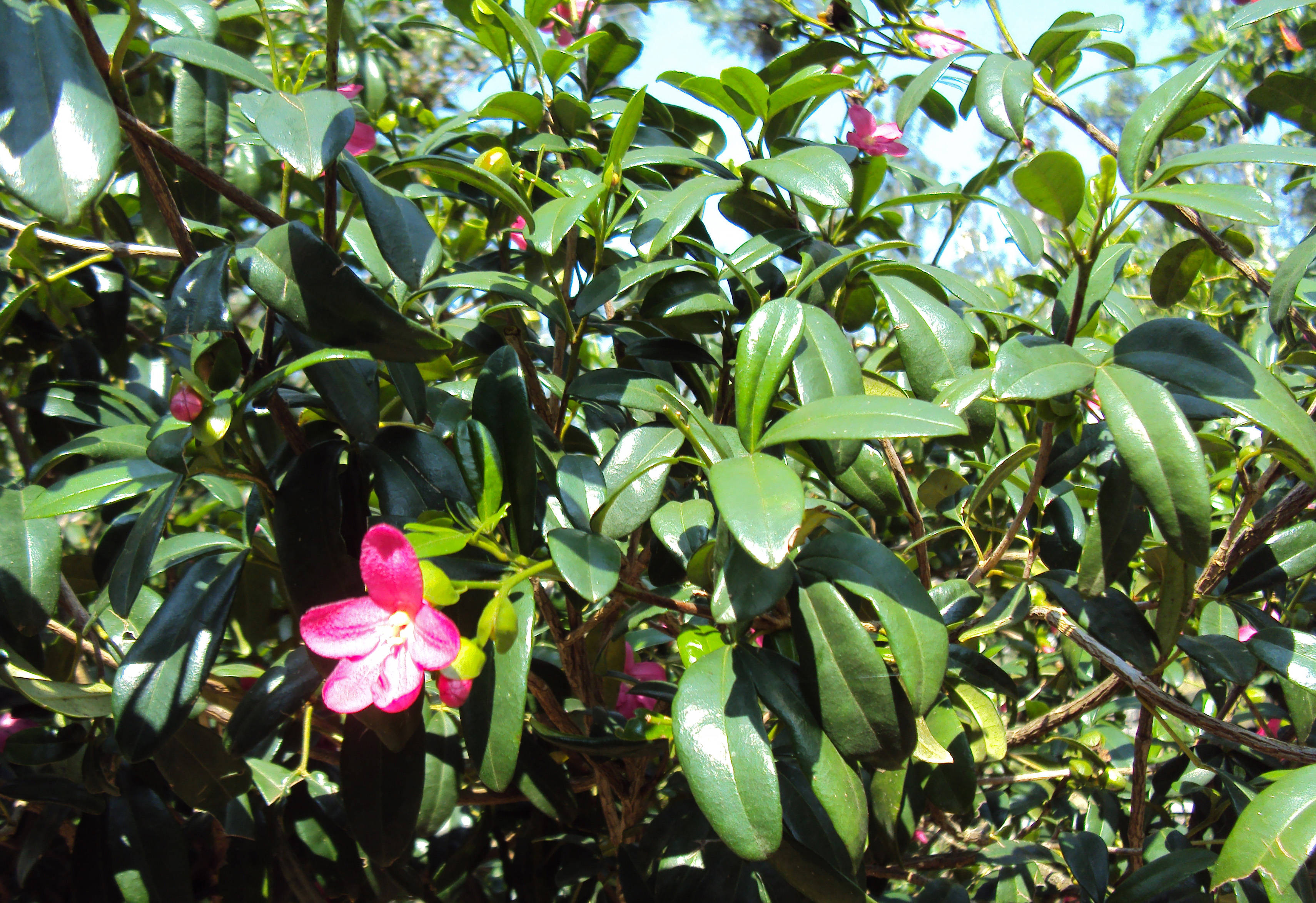